# Paradoks Jevonsa
Paradoks Jevonsa – zjawisko opisane w 1865 r. przez angielskiego ekonomistę Williama Staneleya Jevonsa w książce The Coal Question (Kwestia węglowa), w której przewidywał stopniowe wyczerpywanie się brytyjskich złóż węgla.
Paradoks ten mówi, że im efektywniej wykorzystywany jest dany surowiec, tym bardziej rośnie jego zużycie (popyt). W przypadku węgla efektywniejsze wykorzystywanie zawartej w nim energii przy użyciu maszyn parowych powodowało wzrost popytu na ten surowiec.